# Basso ostinato
Der Basso ostinato ist eine Spielart des musikalischen Gestaltungsmittels Ostinato, das die vergleichsweise größte Verbreitung und Popularität erreicht hat. Der Basso ostinato entstand gegen Ende des 16. Jahrhunderts etwa mit dem Aufkommen der Barockmusik und war ein oft und gern verwendetes kompositorisches Mittel.
Während Ostinato an sich irgendein immer wiederkehrendes musikalisches Element meint, kommt dem Basso ostinato insbesondere während des Barocks eine größere Bedeutung zu. Im Barock, auch Generalbasszeitalter genannt, wird der Bass zur Fundamentalstimme der Musik, in dem sich das harmonische Grundgerüst manifestiert. Ähnlich den heutigen Akkordbezeichnungen, die zum Beispiel einem begleitenden Gitarristen oder Pianisten den harmonischem Verlauf eines Stückes anzeigen, übernahm diese Funktion damals die mit einer Bezifferung versehene Bassstimme. Auf dem Bass fußte also letztlich die komplette musikalische Handlung.
Der durch den Basso ostinato stark reglementierte Verlauf der Bassstimme schafft ein Fundament, auf dem es den Oberstimmen möglich ist, sich in umso größerer Freiheit zu bewegen. Oft stehen also Kompositionen, denen ein Basso ostinato zugrunde liegt, in großer Nähe zu musikalischen Variationen.

## Beispiele
- Claudio Monteverdi, Madrigal Zefiro torna
- Johann Sebastian Bach, Crucifixus aus der h-Moll-Messe
- Johann Pachelbel, Kanon in D
- Heinrich Ignaz Franz Biber, Sonate Nr. 7 aus 12 Sonaten für Trompeten, Violinen, Pauken und Basso continuo („Sonatae tam aris, quam aulis servientes“)
- Henry Purcell, Chaconne in g
- Johannes Brahms, Finale der Variationen über ein Thema von Haydn